# Краснолучский машиностроительный завод
Краснолучский машиностроительный завод — промышленное предприятие в городе Красный Луч Луганской области.

## История
Краснолучский рудоремонтный завод был построен в соответствии с первым пятилетним планом развития народного хозяйства СССР и введён в эксплуатацию 7 ноября 1931 года. В связи с расширением номенклатуры выпускаемой продукции в 1936 году он был реорганизован в машиностроительный завод. В целом, в 1930е годы основной продукцией завода являлись транспортеры, буровой инструмент, а также запасные части для врубовых машин, электровозов и конвейеров.
После начала Великой Отечественной войны на заводе начали производство боеприпасов и инженерно-саперного инструмента, а позднее освоили ремонт самолётов. В связи с приближением к городу линии фронта часть рабочих вступила в сформированные здесь части народного ополчения, а оборудование было эвакуировано на восток страны. В октябре 1941 года части РККА остановили наступающие немецкие войска на реке Миус в шести километрах от города, начались оборонительные бои, которые приняли ожесточённый характер, Красный Луч подвергался артиллерийским обстрелам и воздушным бомбардировкам. 18 июня 1942 года немецкие войска оккупировали город. Во время оккупации на заводе действовала подпольная комсомольская группа.
1 сентября 1943 года части 51-й армии Южного фронта освободили город. При отступлении немецкие войска полностью разрушили машиностроительный завод, но восстановление предприятия началось вскоре после окончания боевых действий, при помощи предприятий из целого ряда областей страны. Особенно значительную помощь оказали предприятия Кемерово, изготовившие трансформаторы, станки и другое оборудование. В результате, уже в 1947 году на машиностроительном заводе были введены в эксплуатацию восемь из десяти основных цехов и здесь началось изготовление шахтного оборудования и моторов.
Позднее завод был реконструирован, и его производственные мощности увеличились более чем в два раза. В январе 1965 года за перевыполнение плановых производственных показателей и трудовые достижения он получил звание предприятия коммунистического труда.
В 1966 — 1968 годы основной продукцией завода являлись автоматические ленточные конвейеры высокой мощности (КЛА-250, КРУ-260 и др.), подземные вагонетки и горнопроходческий инструмент. В это время продукция завода использовалась в горной промышленности СССР и экспортировалась в Бирму, Болгарию, Венгрию, Индию, Индонезию, Польшу и Чехословакию.
В 1967 году на предприятии был организован музей истории завода.
В мае 1977 года вышел приказ министерства угольной промышленности СССР о создании на Краснолучском машиностроительном заводе производственной базы по изготовлению передвижных разборных скребковых шахтных конвейеров, в июле 1978 года завод изготовил и передал на испытания в шахты первые два комплекта СП-202 (позже завод начал их серийный выпуск).
15 декабря 1981 года завод был награжден орденом Трудового Красного Знамени.
В целом, в советское время завод входил в число ведущих предприятий города.
В марте 1995 года Верховная Рада Украины внесла завод в перечень предприятий, приватизация которых запрещена в связи с их общегосударственным значением. В дальнейшем, государственное предприятие было преобразовано в открытое акционерное общество.
В августе 1997 года завод был включён в перечень предприятий, имеющих стратегическое значение для экономики и безопасности Украины.
В мае 1999 года Кабинет министров Украины закрепил в государственной собственности контрольный пакет акций завода (50 % + 1 акция), но уже в августе 2001 года их продажа была разрешена.
Начавшийся в 2008 году экономический кризис осложнил положение предприятия, и завод закончил 2008 год с убытком 7,773 млн. гривен. В мае 2009 года Фонд государственного имущества Украины объявил о продаже остававшегося в государственной собственности контрольного пакета акций завода (50 % + 1 акция), и в сентябре 2009 года продал их за 7,56 млн гривен.
По состоянию на 2009 год завод входил в число крупнейших действующих предприятий города, основной продукцией в это время являлось горношахтное оборудование.
С весны 2014 года — в составе Луганской Народной Республики.

## Продукция
Основные виды продукции на 2002 год:
- Ленточные конвейеры для транспортировки угля и породы наклонными выработками шахт.
- Горнорезательный инструмент (зубцы, резцы угольные и породные) для оснащения очистных и проходческих комбайнов, струговых установок, бурового оборудования.
- Цепные трассы для скребковых конвейеров.
- Вагонетки для перевозки 10 — 15 человек.
- Пробообрабатывающие машины для лабораторного измельчения угля.